# Jüdisches Kriegerdenkmal (Rödelsee)

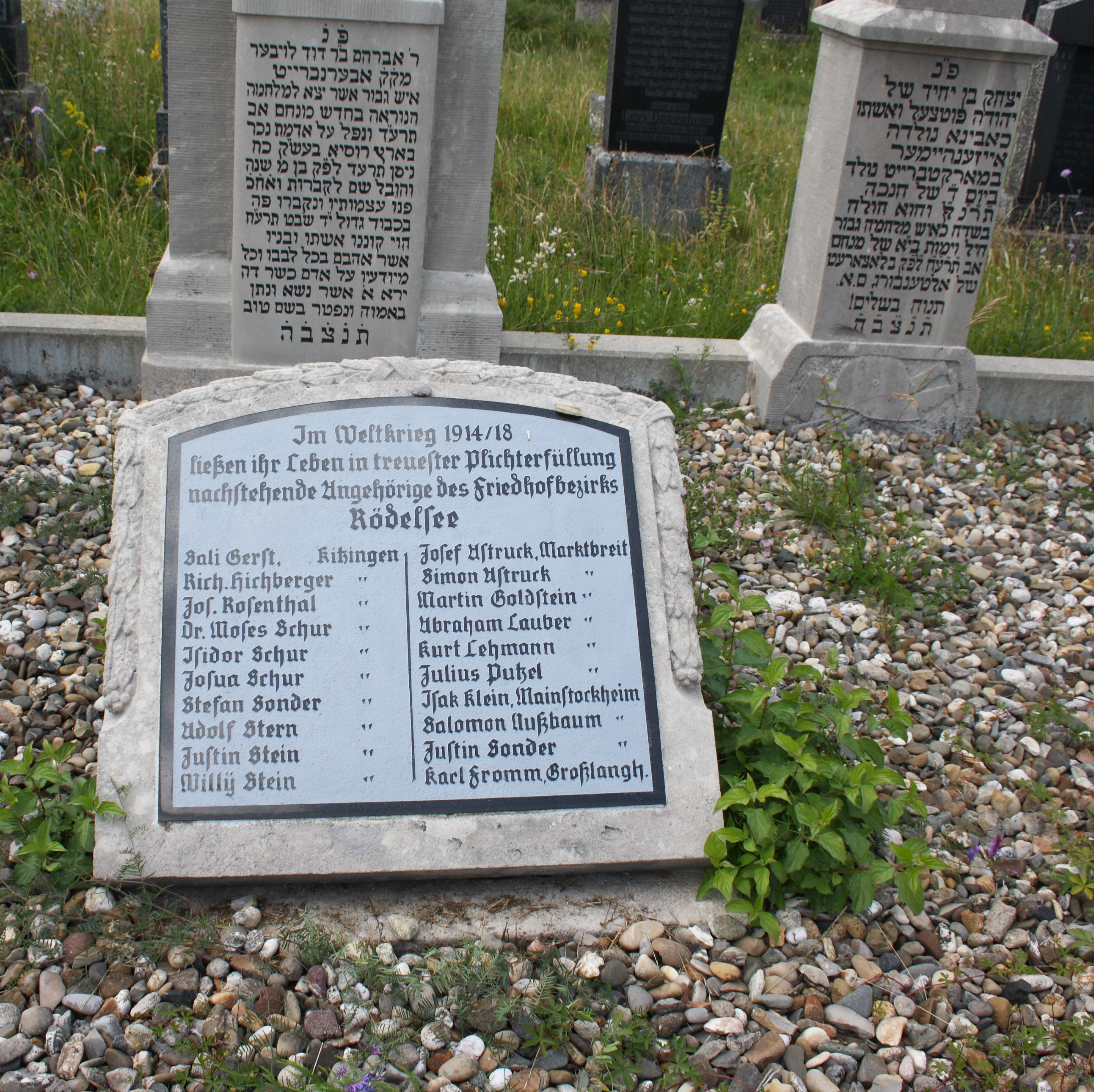
Kriegerdenkmal auf dem jüdischen Friedhof in Rödelsee

Das Jüdische Kriegerdenkmal auf dem jüdischen Friedhof in Rödelsee, einer Gemeinde im unterfränkischen Landkreis Kitzingen in Bayern, wurde nach dem Ersten Weltkrieg errichtet. Das Kriegerdenkmal ist ebenso wie der gesamte Friedhof ein geschütztes Baudenkmal.

## Beschreibung
Auf dem Bezirksfriedhof am Fuße des Schwanberges befindet sich unweit vom Eingang ein aus fünf Grabsteinen und einem Denkmal bestehendes Gräberfeld für die im Ersten Weltkrieg Gefallenen aus dem Einzugsbereich des Friedhofs.
Auf dem aus schwarzem Marmor gefertigten Denkmal, das sich am Boden vor den fünf Grabsteinen befindet, die alle mit militärischen Symbolen versehen sind, ist die Inschrift zu lesen: Im Weltkrieg 1914/18 ließen ihr Leben in treuester Pflichterfüllung nachstehende Angehörige des Friedhofsbezirks Rödelsee.
Sali Gerst Kitzingen
Josef Astruck Marktbreit
Rich. Hichberger Kitzingen
Simon Astruck Marktbreit
Jos. Rosenthal Kitzingen
Martin Goldstein Marktbreit
Dr. Moses Schur Kitzingen
Abraham Lauber Marktbreit
Isidor Schur Kitzingen
Kurt Lehmann Marktbreit
Josua Schur Kitzingen
Julius Putzel Marktbreit
Stefan Sonder Kitzingen
Isak Klein Mainstockheim
Adolf Stern Kitzingen
Salomon Nußbaum Mainstockheim
Justin Stein Kitzingen
Justin Sonder Mainstockheim
Willy Stein Kitzingen
Karl Fromm Großlangheim
Die fünf Grabsteine der Anlage sind einzelnen Gefallenen gewidmet. Die Inschrift ist bei vier Grabsteinen auf der Vorderseite in Hebräisch und auf der Rückseite in Deutsch.

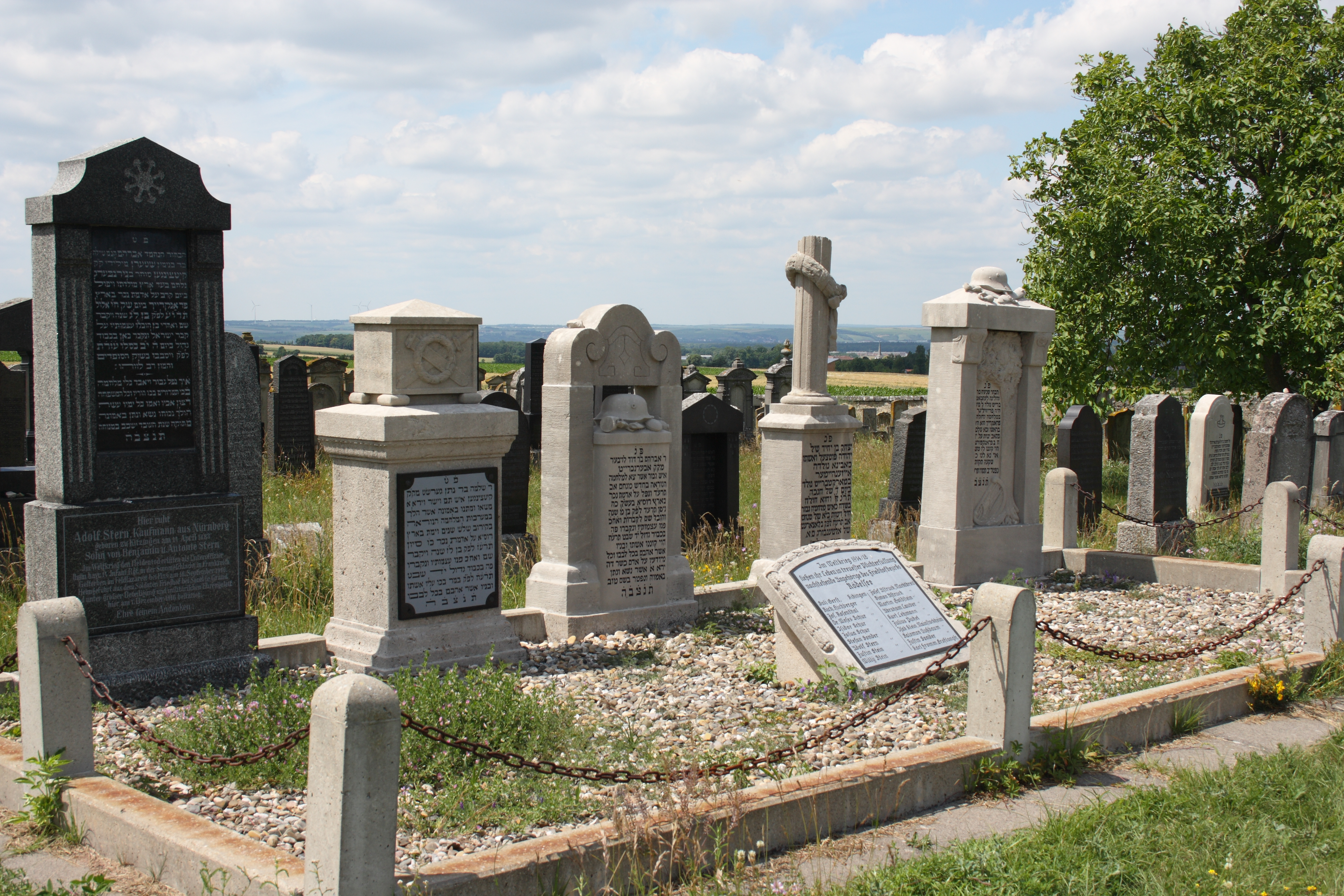
Grab links außen: Adolf Stern Kaufmann aus Nürnberg geboren zu Kitzingen am 14. April 1883 Sohn von Benjamin u. Antonie Stern
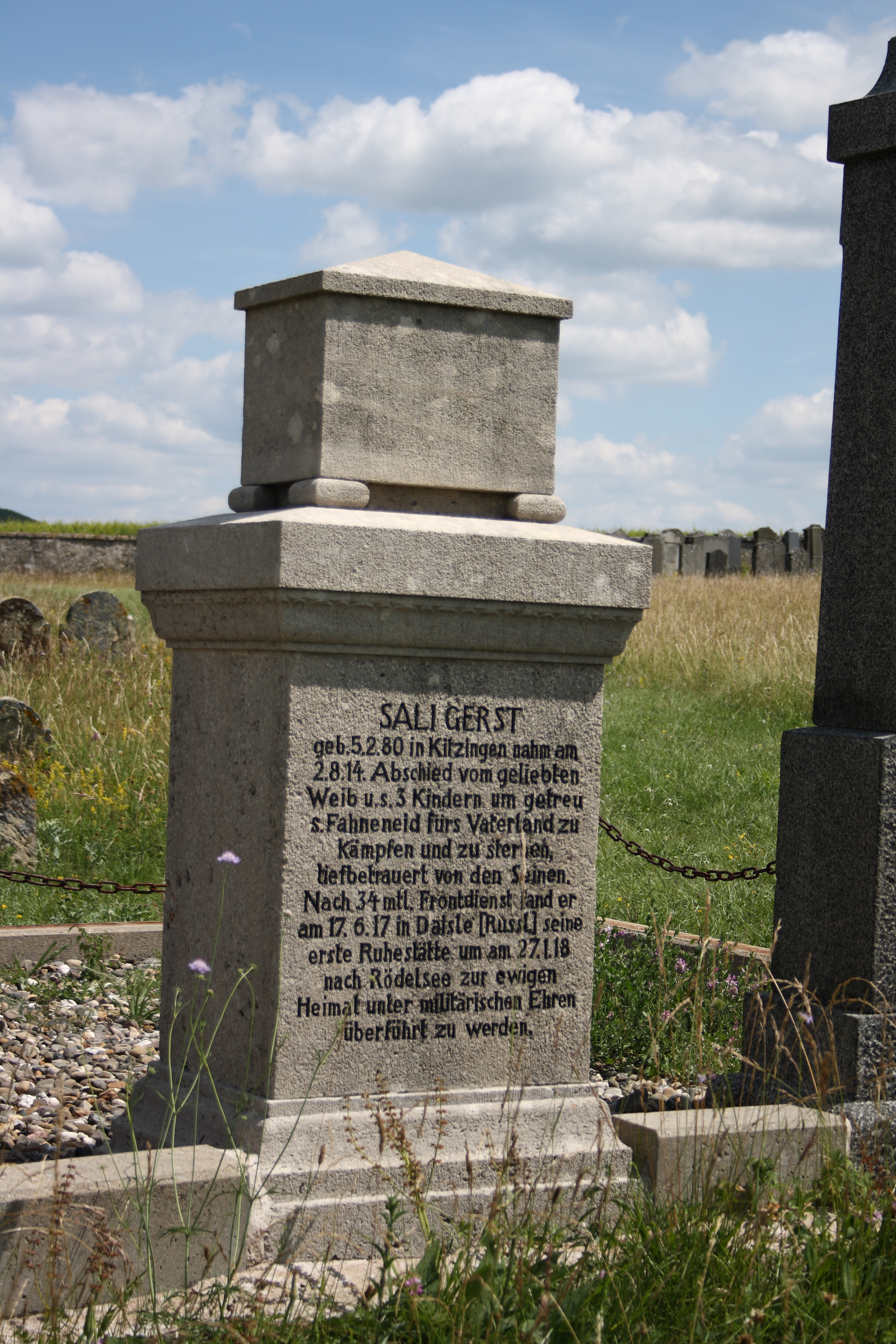
Sali Gerst geb. 5.2.80 in Kitzingen
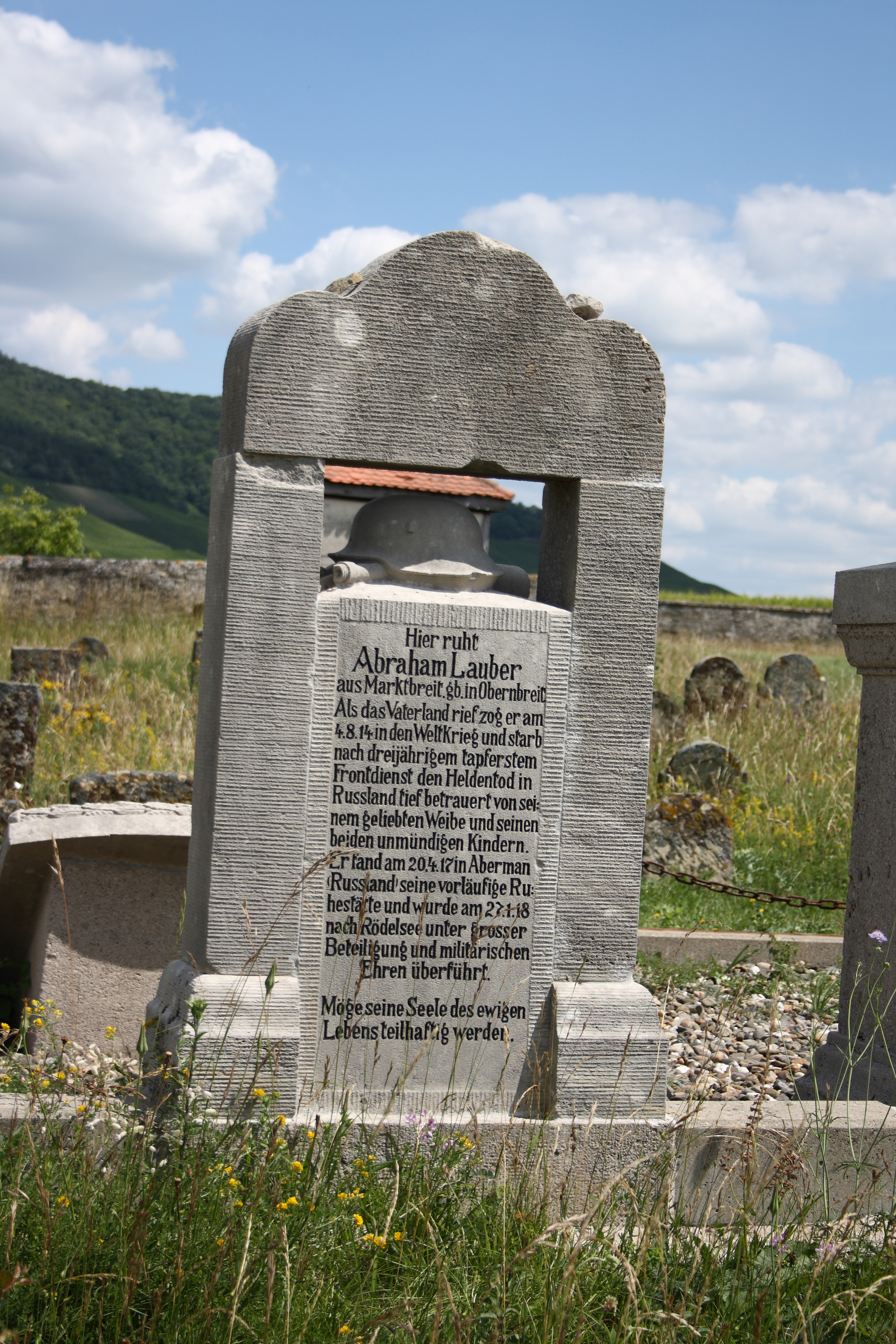
Abraham Lauber aus Marktbreit, geb. in Obernbreit
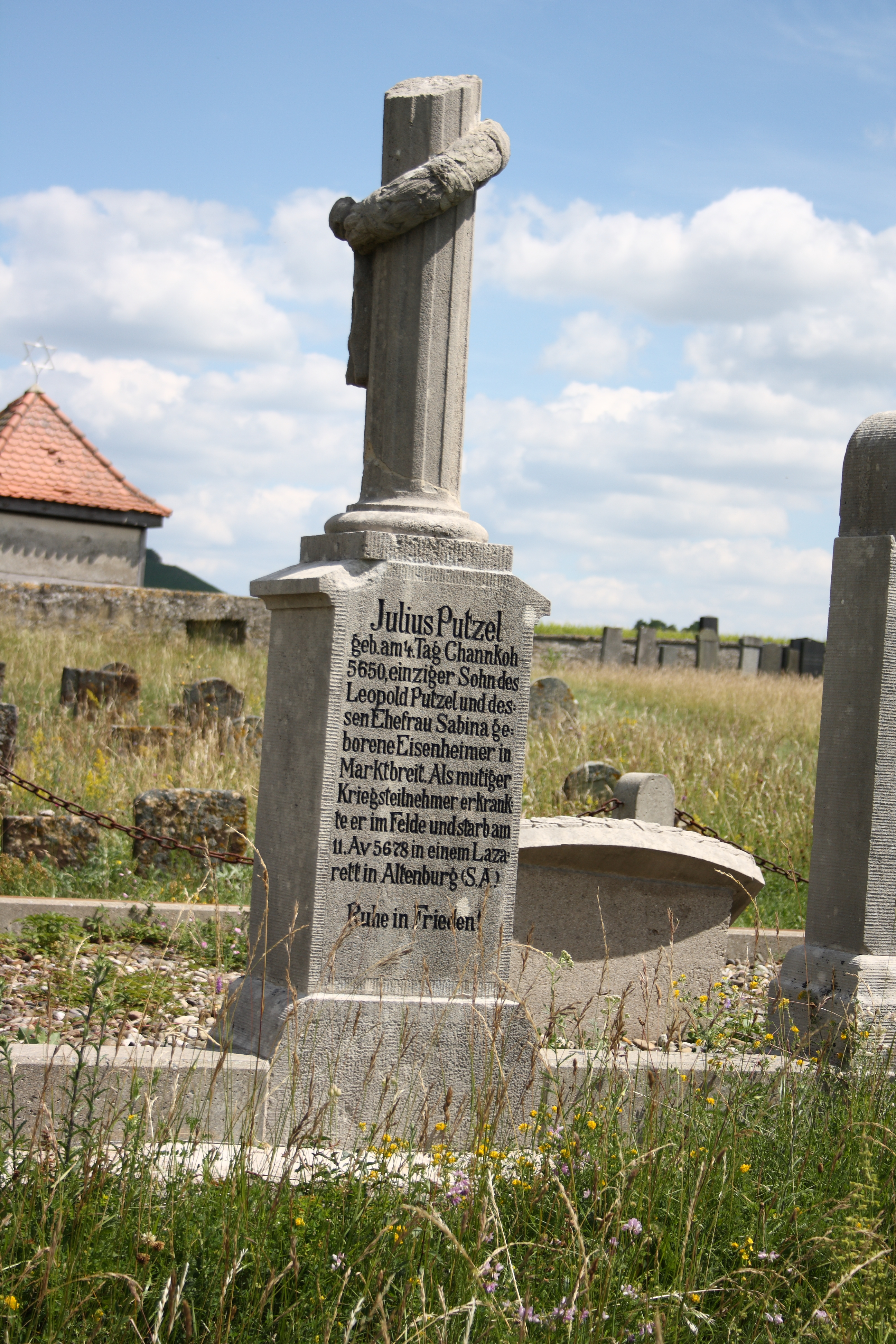
Julius Putzel geb. am 4.Tag Chanukoh 5650 einziger Sohn des Leopold Putzel und dessen Ehefrau Sabina geborene Eisenheimer in Marktbreit
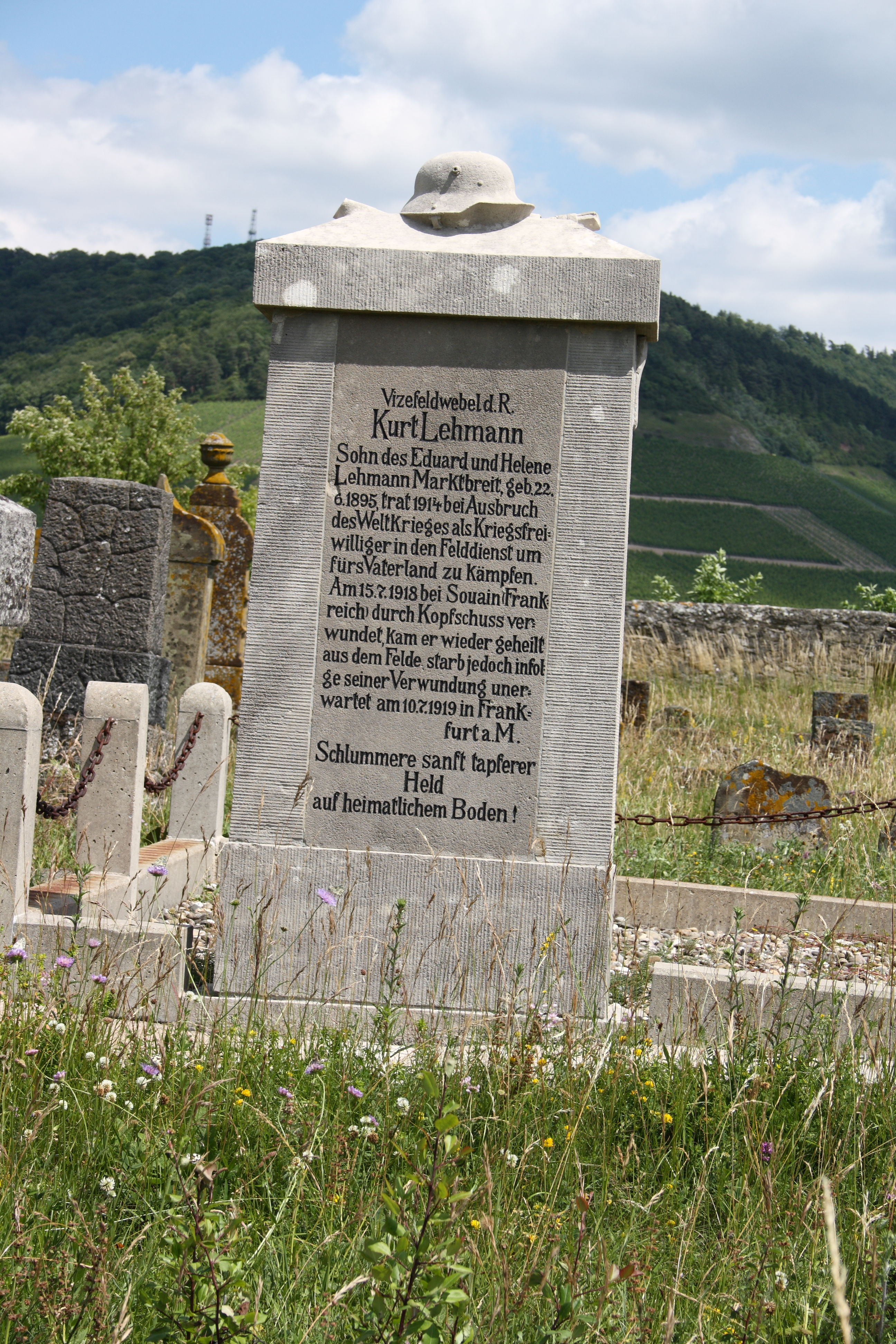
Vizefeldwebel d.R. Kurt Lehmann Sohn des Eduard und Helene Lehmann Marktbreit, geb. 22.6.1895, trat 1914 bei Ausbruch des Weltkrieges als Kriegsfreiwilliger in den Felddienst um fürs Vaterland zu kämpfen. Am 15.7.1918 bei Souain (Frankreich) durch Kopfschuss verwundet, kam er wieder geheilt aus dem Felde, starb jedoch infolge seiner Verwundung unerwartet am 10.7.1919 in Frankfurt a.M.